# Durendal (revue)
Durendal : revue catholique d’art et de littérature est un mensuel belge créé par Pol Demade, Henry Carton de Wiart et Henry Moeller.
La revue, qui succéda au Drapeau (1892-1893) fondé par Firmin van den Bosch, est née au sein de la Jeune Droite, c’est-à-dire les démocrates-chrétiens opposés, au sein du Parti catholique, aux conservateurs représentés entre autres par Charles Woeste.
Durendal défendait la théorie de l’art pour Dieu, s’opposant en cela à La Jeune Belgique qui soutenait l’art pour l’art.